# Cavaliere splendente
Cavaliere Splendente (Shining Knight) è il nome di tre supereroi dell'universo DC Comics.

## Storia dei personaggi

### Sir Justin
Creato da Creig Flessel in Adventure Comics n. 66 (settembre 1941).
Non si sa molto sul passato, ma dopo anni di allenamento e addestramento, Sir Justin, nuovo (nonché il più giovane) membro dei Cavalieri della Tavola Rotonda alla Corte di Re Artù, venne subito incaricato dal suo re di uccidere Blunderbore l'orco, responsabile della morte di Fallon il cugino della moglie di Artù. Durante il viaggio di missione, batte due banditi che gli ostacolarono il cammino e dopo la lotta contro i banditi liberò il Mago Merlino da un albero magico, quest'ultimo grato per il gesto, gli donò poteri incantati, tra cui: un'armatura dorata, leggera e indistruttibile, una spada magica in grado di tagliare qualsiasi cosa e respingere gli attacchi magici, oltre che un cavallo alato di nome Vittoria Alata.
Diventato più potente, Sir Justin riuscì così a uccidere Blunderobre. Dopo la vittoria nella battaglia; l'orco prima di morire scatenò una valanga che seppellì rapidamente sia Sir Justin che Vittoria Alata, tuttavia nessuno dei due muore, ma vengono congelati in un'animazione sospesa. Arrivati al mondo moderno , Sir Justin e Vittoria Alata vennero finalmente scoperti e liberati dall'animazione sospesa da un curatore del museo di nome Dr.Moresby. Dopo avergli mostrato il suo museo, Moresby venne attaccato e derubato da un gruppo di malviventi in cerca di tesoro raro, Rendendosi conto del pericolo che c'è Sir Justin con i poteri incantati da Merlino inseguì e batté i criminali facilmente e restituì il furto al museo. A quel punto decise di combattere il crimine e il male con i poteri incantati da merlino e le sue abilità di cavaliere nei panni del supereroe di nome "Cavaliere Splendente" e presto ha preso lo pseudonimo civile di Justin Arthur. 
Il Cavaliere splendente si unì presto ai Sette Soldati della Vittoria come leader (in uno dei multiversi divenne brevemente membro dell'All Star Squadrion ). Quando la JSA vennero catturati da un criminale viaggiatore del tempo, che stava progettando di cambiare gli eventi della storia per conquistare il mondo, fortunatamente Cavaliere Splendente riuscì a liberarsi usando la sua spada, che contribuì alla sconfitta del nemico, anche se sarebbe tornato al futuro questi eventi scompaiono dalle menti. Più tardi, Sir Justin partì in Gran Bretagna presta servizio come guardia del corpo personale per il Primo Ministro Britannico; e mentre lavora nell'età moderna venne chiamato dal mago Merlino che quest'ultimo lo porterà nel suo secolo per emergenze richieste da Artù e Camelot .
Il Cavaliere Splendente ottene anche una relazione con Danette Reilly/Firebrand, che purtroppo venne uccisa da Re Dragone. Nell'ultima battaglia con i sette soldati della vittoria, lottarono contro una potente creatura energetica chiamata Nebula Man. Quando alla fine lo sconfissero, le energie rilasciate nell'esplosione di Nebula Man avevano causato la dispersione e la perdita nel tempo di ogni membro dei soldati. Justin Arthur venne spedito in Asia durante il regno di Gengis Khan, perdendo la memoria e finendo per servire il leader mongolo, ma lui, insieme agli altri membri dei soldati, infine vengono salvati dalla Justice League e dalla Justice Society. Dopo questo, Sir Justin rimane senza memoria per un po' 'di tempo fino a quando i suoi ricordi sono tornati. Riunito con il resto dei Sette Soldati, Cavaliere Splendente riescì finalmente a sconfiggere Re Dragone e a vendicare Firebrand . 
Durante gli eventi di Crisi d'Identità, il Cavaliere Splendente assistette Captain Marvel, Vixen e Firestorm durante la loro battaglia con il Ladro d'Ombre, il quale rubò la spada del Cavaliere Splendente e la usò per pugnalare Firestorm attraverso il petto, provocando la morte del giovane eroe, si dice che Cavaliere Splendente sia riuscito a trovare la spada grazie a Merlino e la vendetta di Firestorm dev'essere ancora completata. Ricompare brevemente in Justice League: Cry For Justice, dove viene mostrato come uno degli eroi reclutati da Jay Garrick per aiutare a combattere Prometheus.

### Gardner Grayle
Durante il crossover Silver Age (da non confondersi con l'epoca definita Silver Age), Dick Giordano e Geoff Johns crearono dei nuovi Soldati della Vittoria per combattere una Lega dell'Ingiustizia che si era impossessata dei corpi dei membri della Justice League of America.
Gardner Grayle, che sarebbe diventato in seguito Atomic Knight, adottò per questa missione un'armatura sperimentale e il nome di Cavaliere Splendente. Questa versione dei Sette Soldati, composta da Batgirl, Deadman, Metamorpho, Blackhawk, Adam Strange, servì in una sola missione e l'armatura venne distrutta.

### Sir Ystin
Nel 2005, un nuovo Cavaliere splendente debuttò nella miniserie Sette Soldati della Vittoria scritta da Grant Morrison.